# Donald Solitar
Donald Solitar (né le 5 septembre 1932 à Brooklyn (New York), et mort le 25 avril 2008 à Toronto, au Canada) est un mathématicien américain et canadien, connu pour ses travaux en théorie combinatoire des groupes,. Les groupes de Baumslag–Solitar sont nommés d'après lui et Gilbert Baumslag qui les ont introduits dans un article commun en 1962.

## Biographie
Solitar suit les cours de mathématiques de la Brooklyn Technical High School avec son futur coauteur Abraham Karrass, qui le précédait d'une année dans l'école. Il est diplômé du Brooklyn College en 1953, avec Karrass comme tuteur ; ensuite Karrass va à l'université de New York alors que Solitar intègre l'université de Princeton pour des études supérieures en mathématiques, dans l’optique d'étudier sous la direction d'Emil Artin. Comme ce dernier n'était plus intéressé par la théorie des groupes, Solitar part après le master et obtient un doctorat en 1958 à l'université de New York sous la supervision de Wilhelm Magnus,,.
Solitar rejoint la faculté de l'université Adelphi en 1959 ; il est suivi bientôt de Karrass comme son étudiant qui obtient sous sa direction un Ph.D. en 1961; c'était le tout premier Ph. D. délivré à l'université Adelphi. Karrass et Solitar y créent un institut d'été pour enseignants de mathématiques du secondaire. Solitar passe à l'université polytechnique de New York en 1967, et à l'université York en 1968 avec Karrass ; il est directeur du département d'informatique de 1968 à 1973,.
Ses travaux ont porté sur la théorie combinatoire des groupes et les groupes infinis.

## Publications
Livre
- Wilhelm Magnus, Abraham Karrass et Donald Solitar, Combinatorial group theory: Presentations of groups in terms of generators and relations, Interscience Publishers [John Wiley & Sons, Inc.], New York-Londres-Sydney, 1966 (MR 0207802). — Plusieurs réimpressions, notamment par Dover en 2004 (voir lien Zentralblatt MATH), et aussi traduit en russe.

Articles (sélection)
- Gilbert Baumslag et Donald Solitar, « Some two-generator one-relator non-Hopfian groups », Bulletin of the American Mathematical Society, vol. 68,‎ 1962, p. 199–201 (DOI 10.1090/s0002-9904-1962-10745-9, MR 0142635).
- Abraham Karrass et Donald Solitar, « The subgroups of a free product of two groups with an amalgamated subgroup », Transactions of the American Mathematical Society, vol. 150,‎ 1970, p. 227–255 (DOI 10.2307/1995492, MR 0260879).
- Abraham Karrass, Alfred Pietrowski et Donald Solitar, « Finite and infinite cyclic extensions of free groups », Journal of the Australian Mathematical Society, vol. 16,‎ 1973, p. 458–466 (DOI 10.1017/s1446788700015445, MR 0349850).

## Distinctions et honneurs
Solitar est élu Fellow de la Société royale du Canada en 1982.